# Sumène
Sumène is een gemeente in het Franse departement Gard (regio Occitanie). De plaats maakt deel uit van het arrondissement Le Vigan. Sumène telde op 1 januari 2022 1.239 inwoners.

## Geografie
De oppervlakte van Sumène bedroeg op 1 januari 2022 36,59 vierkante kilometer; de bevolkingsdichtheid was toen 33,9 inwoners per km².

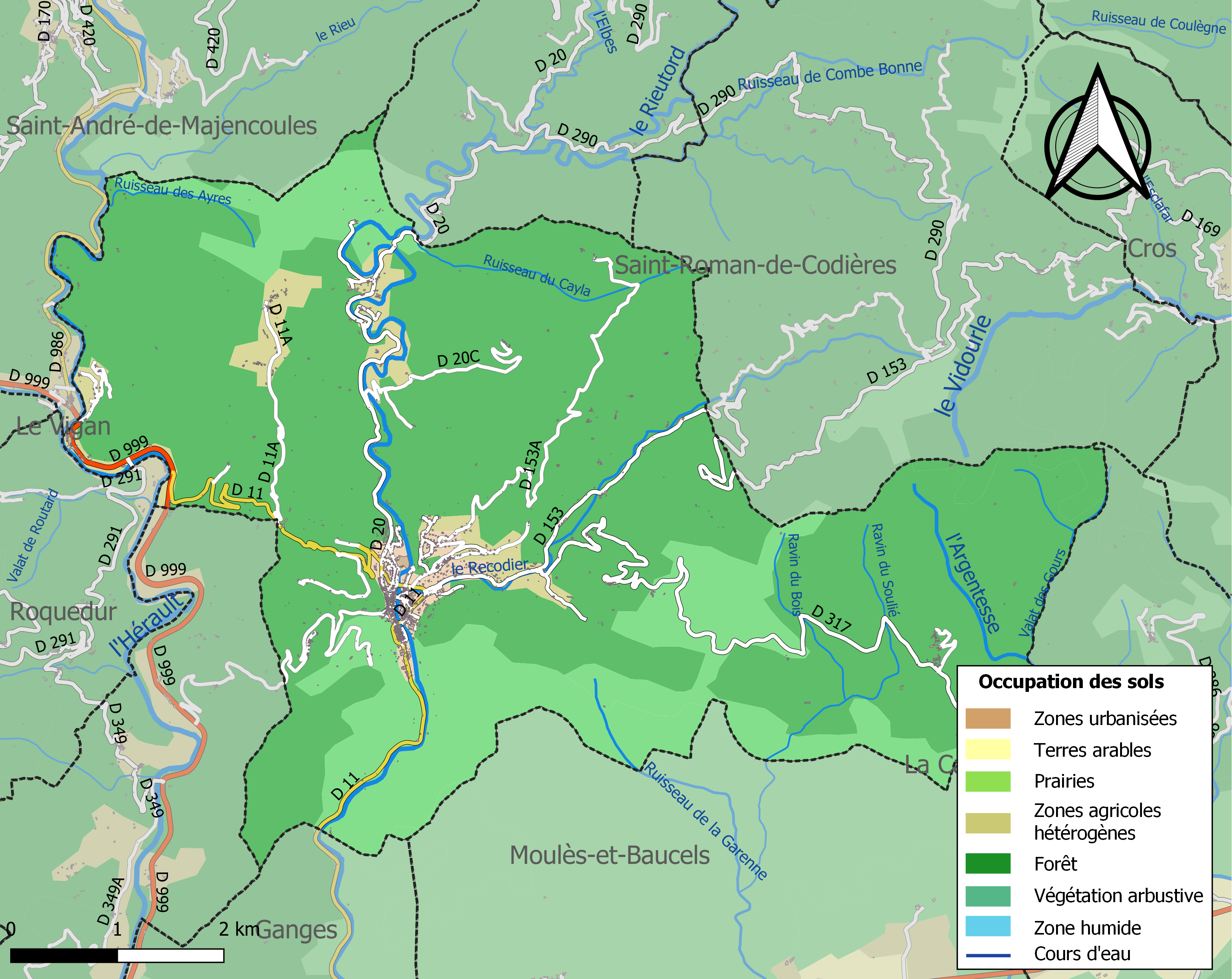
Kaart van de gemeente met belangrijkste infrastructuur, bodemgebruik en omliggende gemeenten

## Demografie
Onderstaande figuur toont het verloop van het inwonertal (bron: INSEE-tellingen).